# Ruja Ignatova
Ruja Plamenova Ignatova (în bulgară Ружа Пламенова Игнатова, transliterat uneori ca „Ruga Ignatova”; n. 30 mai 1980, Ruse, Republica Populară Bulgaria) este o antreprenoare de origine bulgară, cunoscută în special ca fondatoarea unei scheme frauduloase de criptomonedă numită OneCoin, pe care The Times a descris-o ca „una dintre cele mai mari înșelătorii din istorie.” Ea a fost subiectul serialului de podcast BBC din 2019 The Missing Cryptoqueen și al cărții din 2022 cu același titlu. Ignatova a urcat la bordul unui zbor către Atena pe 25 octombrie 2017 și nu a mai fost văzută de atunci.
De la dispariția sa, Ignatova a fost considerată mult timp ca fiind în fugă de agențiile internaționale de aplicare a legii. FBI-ul a oferit o recompensă de până la cinci milioane de dolari pentru orice informație care duce la arestarea sa. La începutul anului 2019, ea a fost acuzată în absență de autoritățile din Statele Unite de fraudă prin transmiterea de fonduri, fraudă pe piața de valori mobiliare⁠(d) și spălare de bani. A fost adăugată pe lista celor mai căutați zece fugari a FBI în iunie 2022. Ignatova este subiectul unui mandat Interpol emis de autoritățile germane.
În 2023 și 2024, rapoartele au sugerat că Ignatova ar fi fost ucisă în 2018 la comanda unui personaj din lumea crimei organizate bulgare, „Taki” Hristoforos Nikos Amanatidis, care se presupune că a adăpostit-o inițial.

## Biografie
Ignatova s-a născut în Ruse, Bulgaria, în 1980, într-o familie de romi. Ignatova a emigrat în Germania împreună cu familia sa la vârsta de zece ani și a petrecut o parte din copilărie în Schramberg, în statul Baden-Württemberg. În 2005, ea a obținut un doctorat în drept internațional privat de la Universitatea din Konstanz, Germania, cu disertația Art. 5 Nr. 1 EuGVO – Chancen und Perspektiven der Reform des Gerichtsstands am Erfüllungsort, care discută despre lex causae în dreptul internațional privat. Se spune că a lucrat și pentru McKinsey & Company⁠(d).

## Activități criminale

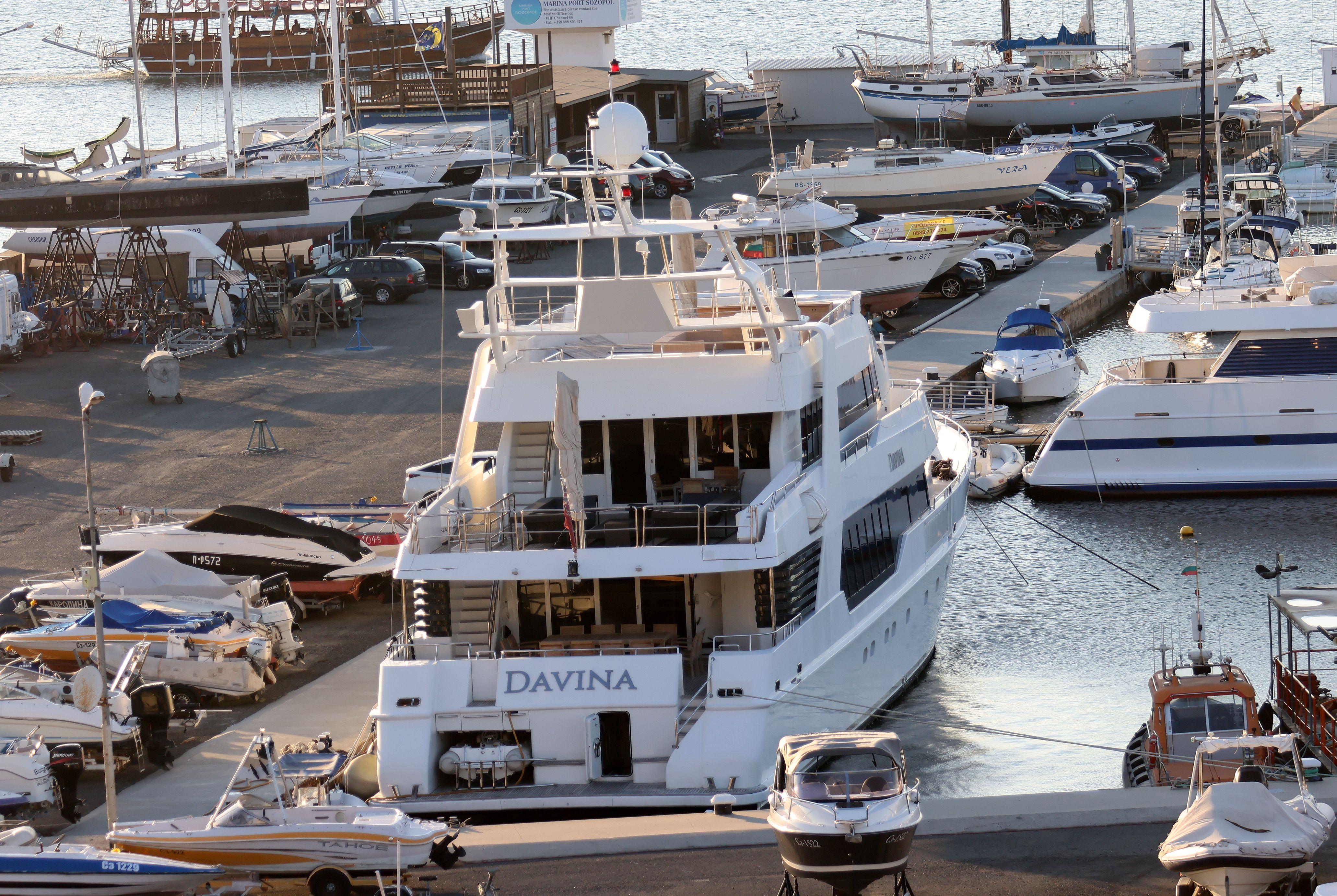
Iahtul cu motor de 44 de metri „Davina” (ex. Lambda Mar) a fost construit de Marinteknik Verkstads. Interiorul lui este amenajat de casa de design Paola D. Smith & Associates și a fost finalizat în 1994. Designul exterior al acestui vas de lux este opera lui Mulder Design și a fost renovat ultima dată în 2015. Deținut de Ruja Ignatova care l-a redenumit în Davina.

În 2012, a fost condamnată pentru fraudă în Germania în legătură cu achiziționarea de către tatăl său, Plamen Ignatov, a unei companii care a fost declarată falimentară la scurt timp după aceea, în circumstanțe dubioase; i s-a acordat o pedeapsă cu suspendare de 14 luni de închisoare. În 2013, a fost implicată într-o înșelătorie de marketing muti-level numită BigCoin. În 2014, a fondat o schemă piramidală numită OneCoin.

## Anchetă și dispariție
Pe 25 octombrie 2017, Ignatova a călătorit din Bulgaria la Atena, apoi a dispărut după ce s-ar fi putut să fi fost avertizată despre creșterea investigațiilor poliției în legătură cu OneCoin. În 2019, fratele ei, Konstantin Ignatov, a pledat vinovat de fraudă și spălare de bani în legătură cu această schemă.
În 2022, procurorii din Darmstadt, Germania, au confirmat o anchetă privind „un avocat din Neu-Isenburg” pentru posibile activități de spălare de bani: transferul a 7,69 milioane de euro de către Ignatova într-unul dintre conturile sale private în 2016. În ianuarie 2022, poliția a percheziționat apartamente și birouri din Weilburg, Baden-Baden, Frankfurt pe Main, Bad Homburg, Neu-Isenburg și Vaihingen.
Ulterior, Poliția din Renania de Nord-Westfalia și Biroul Federal de Investigații Criminale al Germaniei au anunțat că Ignatova este căutată pentru acuzații de fraudă. Biroul Federal de Investigații Criminale a anunțat o recompensă de 5.000 de euro pentru informațiile care duc la arestarea sa. A urmat un aviz roșu emis de Interpol. Această listare a fost reciprocă, Europol adăugând-o pe Ignatova pe lista sa cu cele mai căutate persoane; cu toate acestea, Deutsche Welle menționează că această listare Europol a fost eliminată în condiții necunoscute.
Biroul Federal de Investigații (FBI) a adăugat-o pe Ignatova pe lista sa cu cei mai căutați fugari și a anunțat acest lucru într-o conferință de presă comună cu IRS Criminal Investigation⁠(d) și Biroul Procurorului SUA din Districtul de Sud din New York. FBI a continuat cu un episod din seria sa de podcast și YouTube Inside the FBI, dedicat lui Ignatova și cazului OneCoin. Până în mai 2022, exista o recompensă de până la 250.000 de dolari pentru informațiile care duc la arestarea sa; în iunie 2024, recompensa a fost crescută la 5.000.000 de dolari. În august 2024, un tribunal din Marea Britanie a ordonat un îngheț global al activelor pentru Ignatova și asociații săi din OneCoin.
Într-un interviu din 2022 cu agentul special al FBI Paul Roberts, acesta a menționat că ancheta agenției asupra lui Ignatova „funcționează pe presupunerea că ea este în continuare în viață” și că agenția nu avea „informații” care să contrazică această credință. Cu toate acestea, site-ul de investigare bulgară Bureau of Investigative Reporting and Data – BIRD a publicat un raport din 2023 despre documente ale poliției bulgare, în care un informator al poliției a auzit cum Georgi Vasilev, cumnatul liderului de crimă organizată bulgar „Taki” Hristoforos Amanatidis, spunea (în stare de ebrietate) că Ignatova a fost ucisă în noiembrie 2018 la ordinele lui Taki. Se presupune că ucigașul, Hristo Hristov, tot bulgar, ispășește o pedeapsă într-o închisoare din Țările de Jos pentru trafic de droguri. Conform raportului, Ignatova a fost ucisă la bordul unui iaht în Marea Ionică, iar corpul ei a fost dezmembrat și aruncat în mare. Motivele presupuse pentru crimă ar fi fost pentru a ascunde implicarea lui Taki în înșelătoria OneCoin.
Ignatova a fost subiectul unei cărți, The Missing Cryptoqueen, în 2022.

## Viața personală
Ignatova a fost căsătorită cu avocatul german Björn Strehl, cu care a avut o fiică în 2016.